# دنطيل

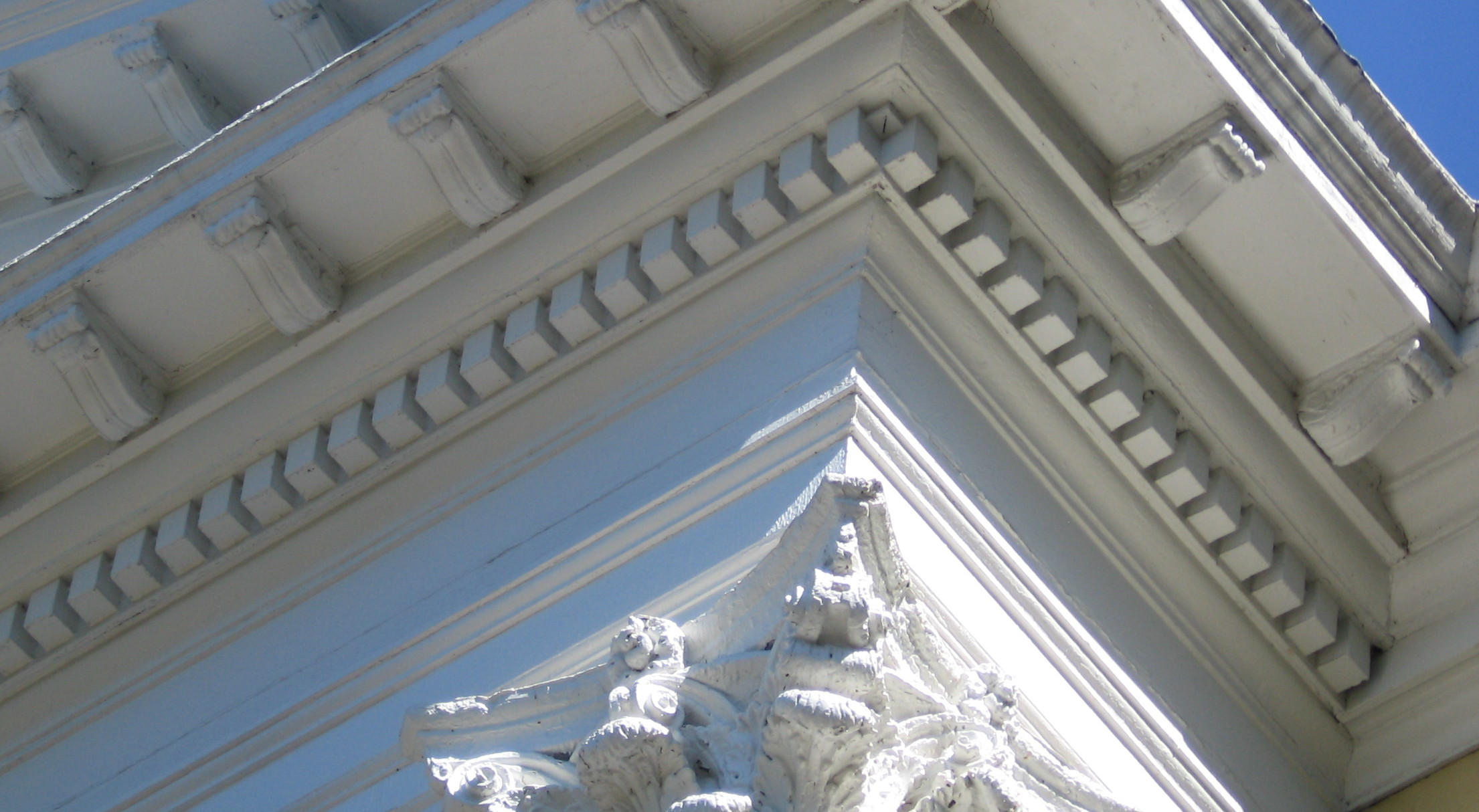
صورة مقربة للدنطيل على ال(Corinthian-order capital)، دار البلدية،في
Westport ، Connecticut ،الولايات المتحدة الأمريكية

الدَنْطيْل أحد النتؤات المستطيلة الصغيرة المرصوفة مثل صف من الأسنان في الجزء الأدنى من طُنُف أو إفريز.

## معرض صور

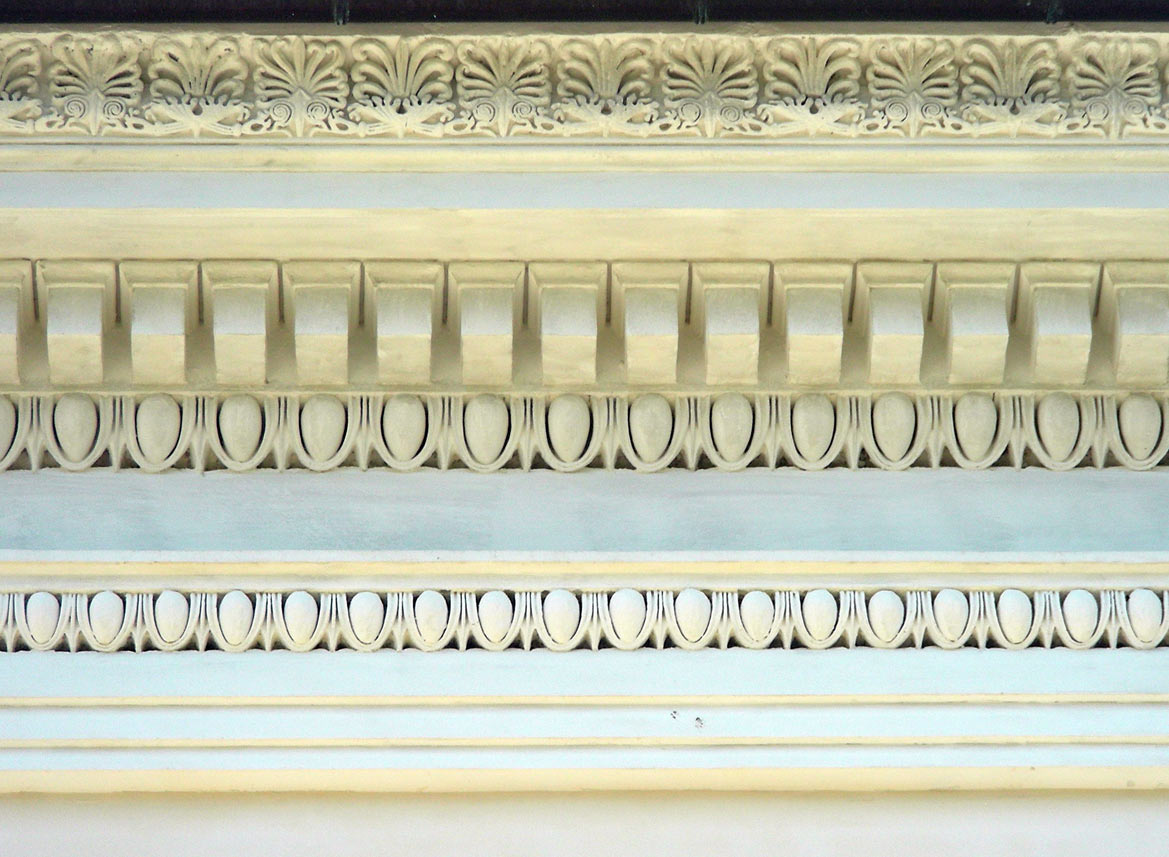
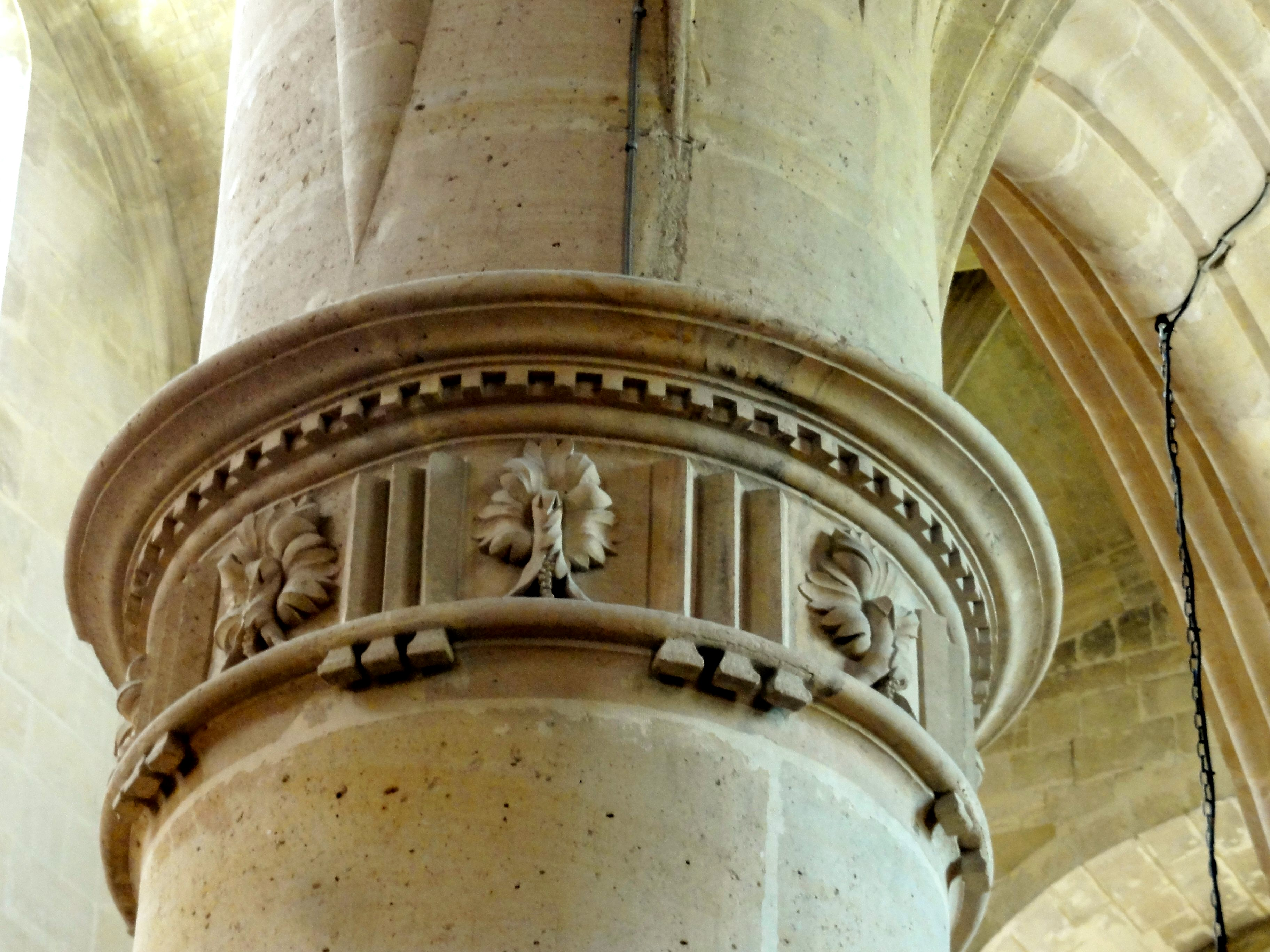
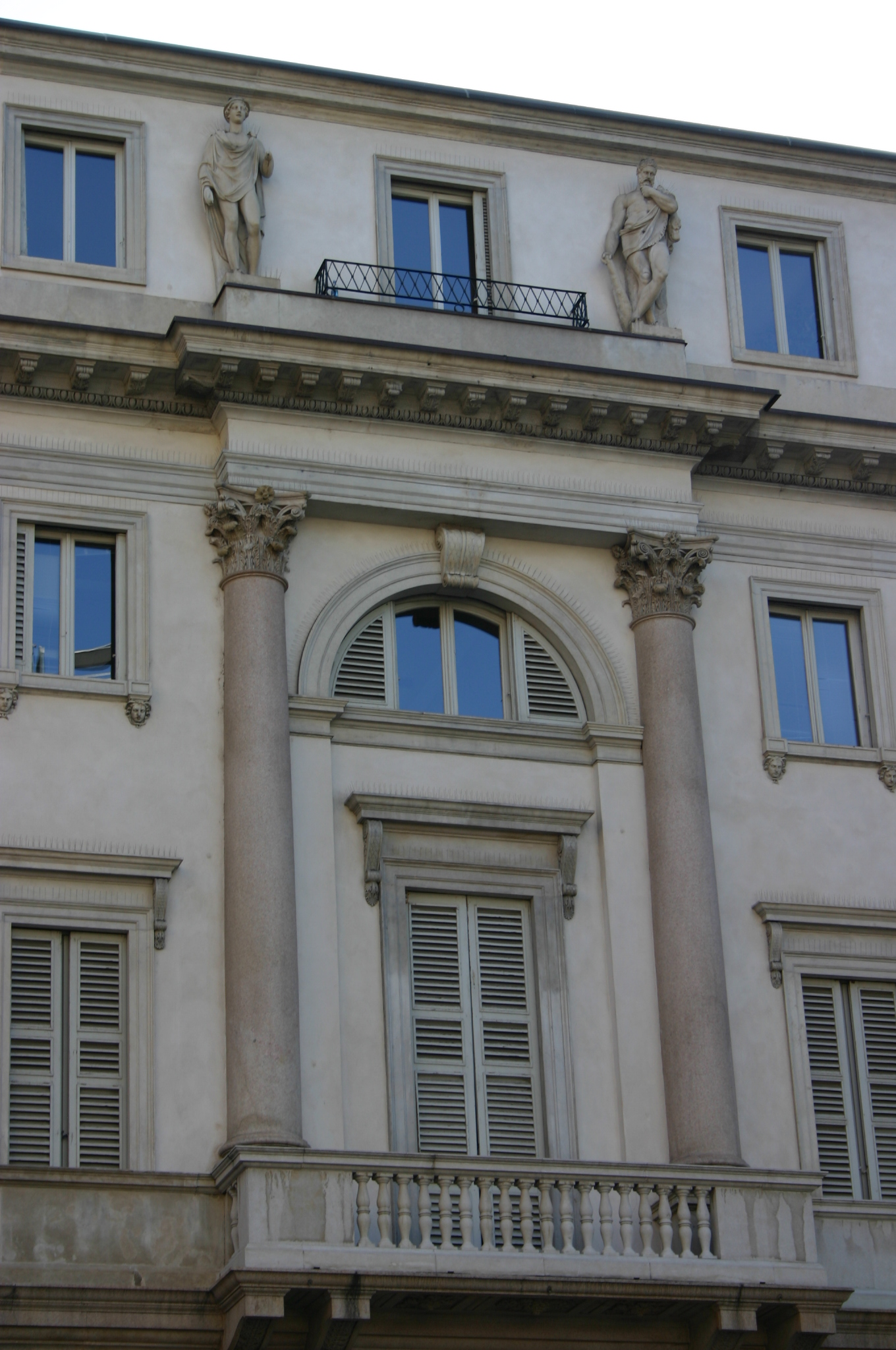
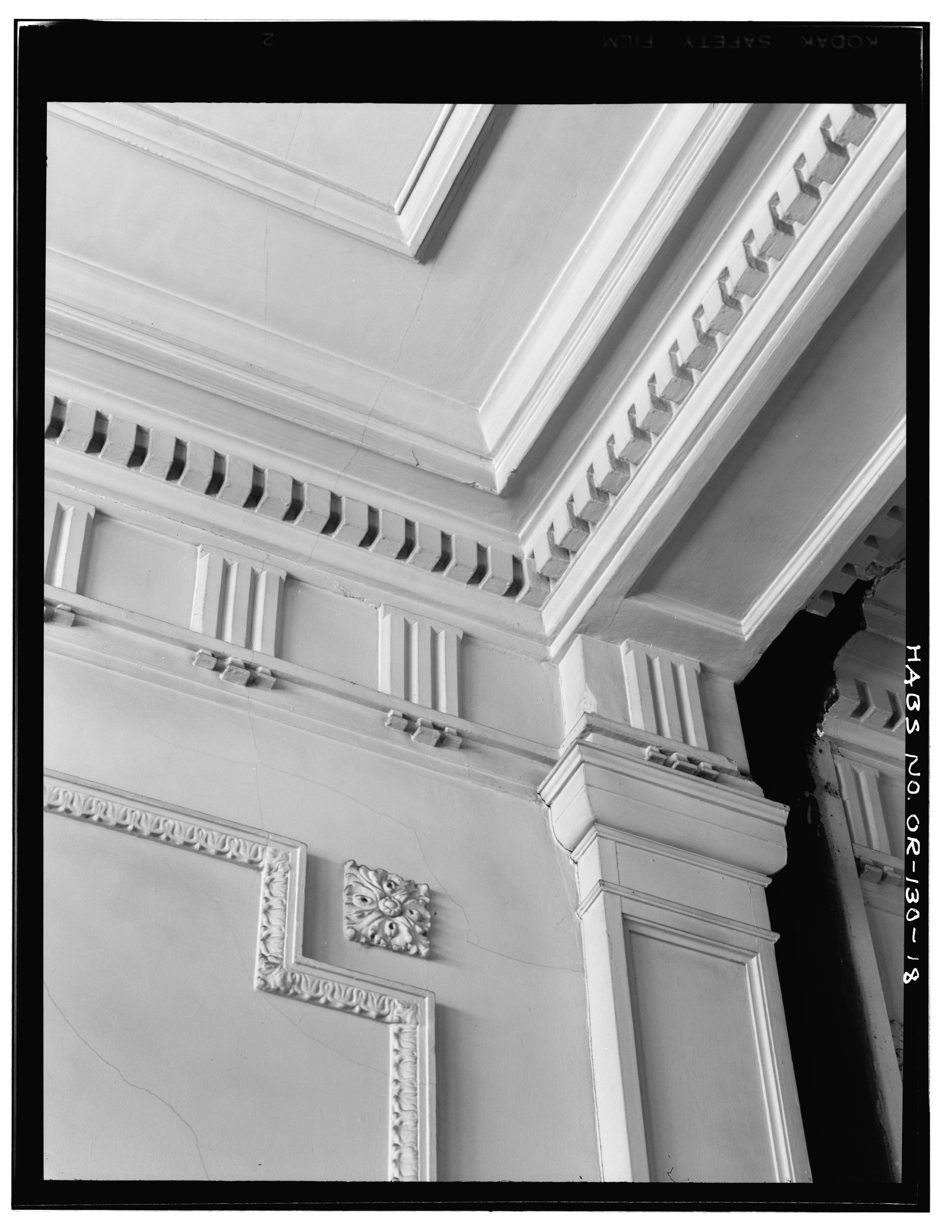
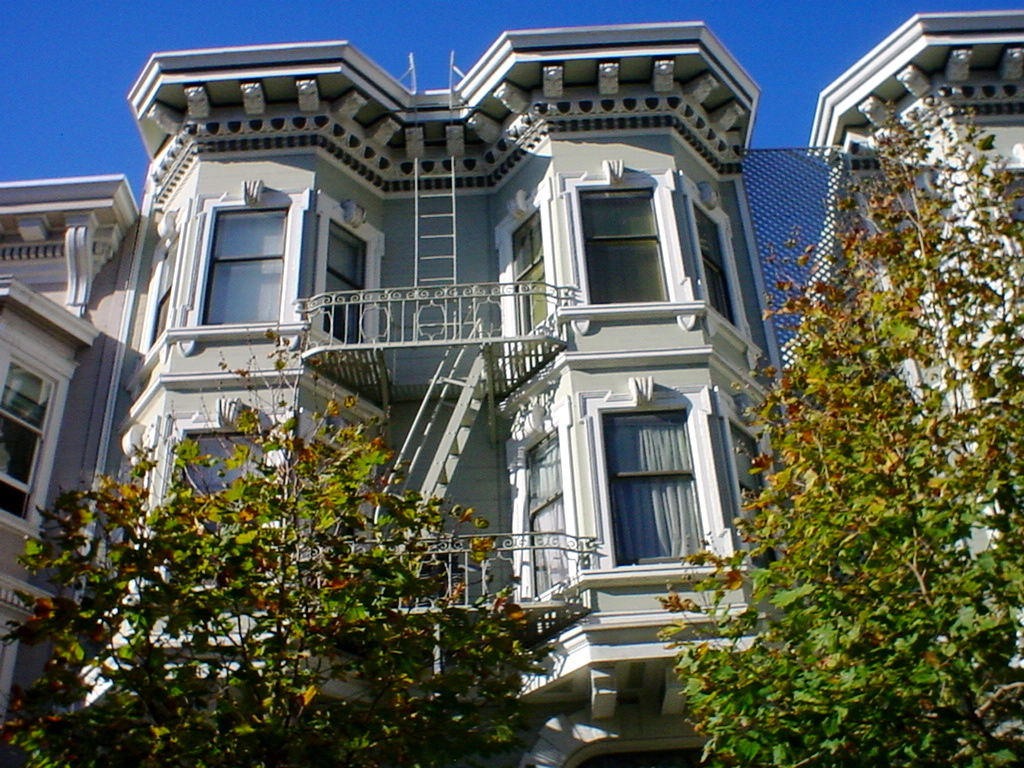